# Harrison Ngau Laing
Harrison Ngau Laing là nhà môi trường học và chính trị gia Malaysia, một thành viên của bộ tộc Dayak Kayan. Ông được trao tặng Giải Môi trường Goldman năm 1990 cho công việc của mình để ngăn chặn nạn phá rừng của vùng Sarawak. Ông là thành viên của Quốc hội từ năm 1990.